# Centrale nucleare Virgil C. Summer
La centrale nucleare Virgil C. Summer è una centrale nucleare americana, situata nella Contea di Fairfield, vicino ad Jenkinsville, nella Carolina del Sud. La centrale è intitolata a Virgil Clifton Summer, presidente della SCE&G.
L'impianto è composto da un'unica unità PWR da 966 MW

## Espansione dell'impianto
Il 27 marzo 2008 la South Carolina Electric & Gas ha fatto richiesta alla Nuclear Regulatory Commission per una licenza combinata di costruzione e esercizio (COL) per costruire due reattori ad acqua pressurizzata AP1000 da 1.100 MW nel sito.
Il reattore 2, è il primo reattore effettivamente iniziato negli Stati Uniti d'America negli ultimi tre decenni. L'identico reattore di Vogtle 3, iniziato a costruire a marzo 2012, non è ancora ufficialmente classificato come in costruzione, perché le zone nucleari non hanno ancora avuto l'approvazione finale, mentre erano in avanzato stato di costruzione le parti non nucleari dell'impianto. A fine luglio 2017, la costruzione è stata abbandonata a causa della richiesta di fallimento del venditore.